# Prästören
Prästören med Stenholmen är en ö i Finland. Den ligger i Finska viken och i kommunen Pyttis i den ekonomiska regionen  Kotka-Fredrikshamn i landskapet Kymmenedalen, i den södra delen av landet. Ön ligger omkring 21 kilometer väster om Kotka och omkring 91 kilometer öster om Helsingfors.
Öns area är 1,3 hektar och dess största längd är 320 meter i sydväst-nordöstlig riktning. Den är i det närmaste ihopvuxen med Bergholmen i norr.

## Klimat
Klimatet i området är tempererat. Årsmedeltemperaturen i trakten är 4 °C. Den varmaste månaden är augusti, då medeltemperaturen är 16 °C, och den kallaste är december, med 0 °C.